# Рибере
Рибере́ (фр. Ribeyret, окс. Ribeiret) — коммуна во Франции, находится в регионе Прованс — Альпы — Лазурный Берег. Департамент коммуны — Верхние Альпы. Входит в состав кантона Розан. Округ коммуны — Гап.
Код INSEE коммуны — 05117.

## Население
Население коммуны на 2008 год составляло 105 человек.
| 1962 | 1968 | 1975 | 1982 | 1990 | 1999 | 2008 |
| ---- | ---- | ---- | ---- | ---- | ---- | ---- |
| 138  | 141  | 123  | 130  | 125  | 114  | 105  |

## Экономика
В 2007 году среди 69 человек в трудоспособном возрасте (15—64 лет) 36 были экономически активными, 33 — неактивными (показатель активности — 52,2 %, в 1999 году было 68,2 %). Из 36 активных работали 34 человека (19 мужчин и 15 женщин), безработных было 2 (1 мужчина и 1 женщина). Среди 33 неактивных 6 человек были учениками или студентами, 17 — пенсионерами, 10 были неактивными по другим причинам.